# Federazione cestistica di Samoa
La Federazione cestistica di Samoa è l'ente che controlla e organizza la pallacanestro a Samoa.
La federazione controlla inoltre la nazionale di pallacanestro di Samoa e ha sede ad Apia.
È affiliata alla FIBA dal 1982 e organizza il campionato di pallacanestro di Samoa.